# Arbi (jezero)
Arbi (također poznato kao Elva Väikejärv) je jezero u jugoistočnoj Estoniji. Nalazi se u središtu grada Elva, okrug Tartumaa i ima površinu od 6 hektara.